# McCool
McCool es un pueblo del Condado de Attala, Misisipi, Estados Unidos. Según el censo de 2000 tenía una población de 182 habitantes y una densidad de población de 74.8 hab/km².

## Demografía
Según el censo de 2000, había 182 personas, 72 hogares y 49 familias residiendo en la localidad. La densidad de población era de 74,8 hab./km². Había 82 viviendas con una densidad media de 33,7 viviendas/km². El 73,08% de los habitantes eran blancos, el 25,82% afroamericanos, el 0,55% asiáticos y el 0,55% pertenecía a dos o más razas.
Según el censo, de los 72 hogares en el 31,9% había menores de 18 años, el 55,6% pertenecía a parejas casadas, el 8,3% tenía a una mujer como cabeza de familia, y el 31,9% no eran familias. El 27,8% de los hogares estaba compuesto por un único individuo, y el 16,7% pertenecía a alguien mayor de 65 años viviendo solo. El tamaño promedio de los hogares era de 2,53 personas y el de las familias de 3,14.
La población estaba distribuida en un 20,9% de habitantes menores de 18 años, un 12,1% entre 18 y 24 años, un 25,3% de 25 a 44, un 23,1% de 45 a 64, y un 18,7% de 65 años o mayores. La media de edad era 41 años. Por cada 100 mujeres había 87,6 hombres. Por cada 100 mujeres de 18 años o más, había 73,5 hombres.
Los ingresos medios por hogar en la localidad eran de 19.659 dólares ($), y los ingresos medios por familia eran 27.083 $. Los hombres tenían unos ingresos medios de 24.583 $ frente a los 20.000 $ para las mujeres. La renta per cápita para la ciudad era de 10.760 $. El 19,6% de la población y el 18,4% de las familias estaban por debajo del umbral de pobreza. El 13,5% de los menores de 18 años y el 11,4% de los habitantes de 65 años o más vivían por debajo del umbral de pobreza.

## Geografía
Según la Oficina del Censo de los Estados Unidos, la localidad tiene un área total de 2,4 km², todos ellos correspondientes a tierra firme.